# Boliviano
Il boliviano (codice ISO 4217: BOB; plurale bolivianos) è la valuta ufficiale della Bolivia. È diviso in 100 centavos. La sua emissione è controllata dal Banco Central de Bolivia, la banca centrale boliviana.

## Storia

### Vecchio boliviano
Il primo boliviano fu introdotto nel 1864. Era equivalente a 8 soles o a mezzo scudo. Era diviso in 100 centecimos (chiamati poi centavos dal 1870). Si utilizzava anche il termine bolivar per indicare 10 bolivianos. Nel 1963 fu sostituito dal peso boliviano (codice ISO 4217: BOP) al cambio di 1.000 pesos per un boliviano.

### Nuovo boliviano
Dopo lunghi anni con una forte inflazione il governo decise di sostituire il peso reintroducendo, con la Legge 901 del 28 novembre 1986, il boliviano a un cambio di un milione di pesos a uno. Dopo un periodo di transizione è l'unica moneta accettata in Bolivia a partire dal 1º gennaio 1988.

## In circolazione
Le monete attualmente in circolazione sono da 10, 20 e 50 centavos e da 1, 2 e 5 bolivianos.
I valori di banconote attualmente in circolazione sono da 10, 20, 50, 100 e 200 bolivianos.